# قهرمانی شطرنج جهان ۱۹۰۸

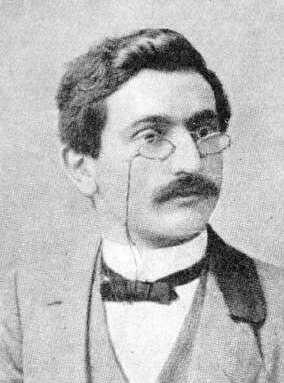
امانوئل لاسکر، قهرمان شطرنج جهان ۱۹۰۸

مسابقات قهرمانی شطرنج جهان ۱۹۰۸ مسابقه بین امانوئل لاسکر و زیگبرت تاراش بوده‌است. این بازی از ۱۷ اوت تا ۳۰ سپتامبر ۱۹۰۸ در شهر دوسلدورف مونیخ برگزار شد. لاسکر با موفقیت این رقابت‌ها را برنده شد و از عنوان خود دفاع کرد.

## نتایج
اولین بازیکنی که هشت بازی را ببرد، قهرمان جهان خواهد شد.
|                         | ۱ | ۲ | ۳ | ۴ | ۵ | ۶ | ۷ | ۸ | ۹ | ۱۰ | ۱۱ | ۱۲ | ۱۳ | ۱۴ | ۱۵ | ۱۶ | بردها | جمع |
| ----------------------- | - | - | - | - | - | - | - | - | - | -- | -- | -- | -- | -- | -- | -- | ----- | --- |
| امانوئل لاسکر (Germany) | ۱ | ۱ | ۰ | ۱ | ۱ | = | ۱ | = | = | ۰  | ۱  | ۰  | ۱  | =  | =  | ۱  | ۸     | ۱۰½ |
| زیگبرت تاراش (Germany)  | ۰ | ۰ | ۱ | ۰ | ۰ | = | ۰ | = | = | ۱  | ۰  | ۱  | ۰  | =  | =  | ۰  | ۳     | ۵½  |
در نهایت لاسکر از عنوان خود دفاع کرد.